# Liste der Naturdenkmale im Bezirk Marzahn-Hellersdorf
Die Liste der Naturdenkmale im Bezirk Marzahn-Hellersdorf nennt die im Berliner Bezirk Marzahn-Hellersdorf ausgewiesenen Naturdenkmale (Stand Oktober 2021).

## Bäume
| Nr.               | Bezeichnung                                            | Lage                                                                                          | Beschreibung                  | Schutzzweck                                   | Bild                                    |
| ----------------- | ------------------------------------------------------ | --------------------------------------------------------------------------------------------- | ----------------------------- | --------------------------------------------- | --------------------------------------- |
| 10-2/B Wikidata   | Stiel-Eiche                                            | Biesdorf, Dankratstraße 10, Straßenmitte (Standort)                                           | Quercus robur                 | Schönheit                                     | Direkt Bild zu diesem Denkmal hochladen |
| 10-3/B-2 Wikidata | Stiel-Eiche                                            | Wilhelm-Griesinger-Krankenhaus (Standort)                                                     | Quercus robur                 |                                               | Direkt Bild zu diesem Denkmal hochladen |
| 10-3/B-3 Wikidata | Rot-Buche                                              | Wilhelm-Griesinger-Krankenhaus (Standort)                                                     | Fagus sylvatica               |                                               | Direkt Bild zu diesem Denkmal hochladen |
| 10-3/B-4 Wikidata | Rot-Buche                                              | Wilhelm-Griesinger-Krankenhaus (Standort)                                                     | Fagus sylvatica               |                                               | Direkt Bild zu diesem Denkmal hochladen |
| 10-3/B-5 Wikidata | Rot-Buche                                              | Wilhelm-Griesinger-Krankenhaus (Standort)                                                     | Fagus sylvatica               |                                               | Direkt Bild zu diesem Denkmal hochladen |
| 10-4/B-1 Wikidata | Amerikanischer Tulpenbaum                              | Wilhelm-Griesinger-Krankenhaus (Standort)                                                     | Liriodendron tulipifera       |                                               | Direkt Bild zu diesem Denkmal hochladen |
| 10-4/B-2 Wikidata | Berg-Ulme                                              | Wilhelm-Griesinger-Krankenhaus (Standort)                                                     | Ulmus glabra                  |                                               | Direkt Bild zu diesem Denkmal hochladen |
| 10-4/B-3 Wikidata | Gemeine Eibe                                           | Wilhelm-Griesinger-Krankenhaus (Standort)                                                     | Taxus baccata                 |                                               | Direkt Bild zu diesem Denkmal hochladen |
| 10-4/B-4 Wikidata | Schnurbaum                                             | Wilhelm-Griesinger-Krankenhaus (Standort)                                                     | Sophora japonica              |                                               | Direkt Bild zu diesem Denkmal hochladen |
| 10-5/B Wikidata   | vier Bitternüsse                                       | Biesdorf, Wilhelm-Griesinger-Krankenhaus, Brebacher Weg 15 (Haus 46) (Standort)               | Carya cordiformis             | Schönheit, Seltenheit                         | mehr Fotos \| Fotos hochladen           |
| 10-6/B Wikidata   | Zerr-Eiche                                             | Biesdorf, Schlosspark, westlich der Freilichtbühne (Standort)                                 | Quercus cerris                | Schönheit, Seltenheit                         | Direkt Bild zu diesem Denkmal hochladen |
| 10-7/B Wikidata   | Gewöhnliche Buche                                      | Biesdorf, Schlosspark, südöstlich der Freilichtbühne (Standort)                               | Fagus sylvatica               | Schönheit                                     | mehr Fotos \| Fotos hochladen           |
| 10-8/B Wikidata   | Stiel-Eiche                                            | Biesdorf, Fortunaallee 29–43 (Standort)                                                       | Quercus robur                 | Schönheit                                     | Direkt Bild zu diesem Denkmal hochladen |
| 10-11/B Wikidata  | Stiel-Eiche                                            | Mahlsdorf, Hönower Straße 10/12 (Standort)                                                    | Quercus robur                 | Schönheit                                     | mehr Fotos \| Fotos hochladen           |
| 10-12/B Wikidata  | [[Mahlsdorfer Linde\|Winter-Linde, Mahlsdorfer Linde]] | Mahlsdorf, Hönower Straße 13/15, rechts vor der Kirche (Standort)                             | Tilia cordata                 | Seltenheit                                    | mehr Fotos \| Fotos hochladen           |
| 10-15/B Wikidata  | Gewöhnliche Rosskastanie                               | Kaulsdorf, Dorfstraße 16 (Standort)                                                           | Aesculus hippocastanum        | Schönheit, Seltenheit, landeskundliche Gründe | mehr Fotos \| Fotos hochladen           |
| 10-16/B Wikidata  | zwei Stiel-Eichen                                      | Kaulsdorf, östlich des Grundstücks Birkenstraße 3 am Eichwaldgraben (Standort)                | Quercus robur                 | Schönheit, Seltenheit                         | mehr Fotos \| Fotos hochladen           |
| 10-17/B Wikidata  | zwei Stiel-Eichen                                      | Kaulsdorf, Chemnitzer Straße 177 / Fichtenstraße 20 (Standort)                                | Quercus robur                 | Schönheit                                     | mehr Fotos \| Fotos hochladen           |
| 10-18/B Wikidata  | Felsen-Kirsche                                         | Hellersdorf, Hönower Weiherkette, ca. 100 m nordwestlich von Mahlsdorfer Straße 67 (Standort) | Prunus mahaleb                | Schönheit, Seltenheit                         | Direkt Bild zu diesem Denkmal hochladen |
| 10-19/B Wikidata  | Winter-Linde                                           | Biesdorf, Grünanlage Wuhlgarten, nördlich Brebacher Weg 15 (Haus 49) (Standort)               | Tilia cordata                 | Schönheit                                     | Direkt Bild zu diesem Denkmal hochladen |
| 10-20/B Wikidata  | Winter-Linde                                           | Mahlsdorf, Linderhofstraße 71 (Standort)                                                      | Fagus sylvatica var. purpurea | Schönheit                                     | Direkt Bild zu diesem Denkmal hochladen |

## Findlinge
| Nr.             | Bezeichnung | Lage                                                                    | Beschreibung | Schutzzweck | Bild                                    |
| --------------- | ----------- | ----------------------------------------------------------------------- | ------------ | ----------- | --------------------------------------- |
| 10-1/F Wikidata | Findling    | Nördliche Spitze Springpfuhlpark, auf Höhe Murtzaner Ring 71 (Standort) |              |             | Direkt Bild zu diesem Denkmal hochladen |
| 10-2/F Wikidata | Findling    | Schorfheidestraße Ecke Hohenwalder Straße (Standort)                    |              |             | Direkt Bild zu diesem Denkmal hochladen |

## Ehemalige Naturdenkmale
| Nr.              | Bezeichnung         | Lage                                      | Beschreibung                                                       | Schutzzweck | Bild                                    |
| ---------------- | ------------------- | ----------------------------------------- | ------------------------------------------------------------------ | ----------- | --------------------------------------- |
| 10-1/B Wikidata  | Walnuss             | Siegmarstraße 65 (Standort)               | Juglans regia; bei Neuausweisung 2021 nicht mehr gelistet          |             | mehr Fotos \| Fotos hochladen           |
| 10-3/B Wikidata  | Feld-Ulme           | Wilhelm-Griesinger-Krankenhaus (Standort) | Ulmus minor; bei Neuausweisung 2021 nicht mehr gelistet            |             | Direkt Bild zu diesem Denkmal hochladen |
| 10-9/B Wikidata  | Sommer-Linde        | Friedhof Marzahn (Standort)               | Tilia platyphyllos; bei Neuausweisung 2021 nicht mehr gelistet     |             | mehr Fotos \| Fotos hochladen           |
| 10-13/B Wikidata | Balkan-Rosskastanie | Hönower Straße 14 (Standort)              | Aesculus hippocastanum; bei Neuausweisung 2021 nicht mehr gelistet |             | mehr Fotos \| Fotos hochladen           |
| 10-14/B Wikidata | Schwarz-Pappel      | Hönower Straße 46 (Standort)              | Populus nigra; bei Neuausweisung 2021 nicht mehr gelistet          |             | mehr Fotos \| Fotos hochladen           |